# Margarita Tutulani
Margarita Tutulani (1925- 6 de juliol de 1943) va ser una antifeixista i heroïna d'Albània durant la Segona Guerra Mundial. La seva brutal mort va inspirar a molta gent a unir-se a la resistència contra el feixisme a Albània.

## Biografia
Tutulani va néixer a Berat, al barri de Gorica. El seu avi, Demetrius Tutulani, va ser un dels signants de la Declaració d'Independència d'Albània el 1912, i el seu pare va ser membre del Parlament d'Albània. Va assistir a l'Institut Pedagògic de la Reina Mare a Tirana.
Quan Itàlia va envair Albània a l'abril de 1939, Tutulani va tornar a Berat, on al costat de la seva família va protestar i es va manifestar contra el govern dels italians al seu país. El 1942, es va unir al Partit Comunista. Va ser també una de les principals figures en la manifestació del 28 de novembre de 1942 a Berat, una protesta antifeixista que va atreure a milers de persones. Després del novembre, el govern feixista va anar en la seva cerca.
Tutulani i el seu germà, Kristaq Tutulani, van ser arrestats a Berat el 4 de juliol de 1943. Després del seu arrest, van ser torturats mentre estaven a la presó. Més tard van ser trets de la presó i executats a Gosa prop de Kavaja, el 6 de juliol de 1943.
La ciutat de Berat va quedar fortament impressionada per la mort dels germans. Va començar a circular una "foto del seu cos mutilat". La brutalitat de la seva mort va inspirar a la gent a unir-se a la resistència contra el govern feixista.
Hi ha una estàtua de Tutulani en el Cementiri Nacional dels Màrtirs d'Albània. Tutulani va deixar diversos escrits que ara formen part dels arxius familiars dels Tutulani, que inclouen poesia, memòries i assajos. Beratasi Vehxhi Buharaja, lingüista, va escriure un poema en el seu honor, "Margarita," deu dies després que fos assassinada.